# Ocnus corbulus
Ocnus corbulus is een zeekomkommer uit de familie Cucumariidae.
De wetenschappelijke naam van de soort werd in 1953 gepubliceerd door Gustave Cherbonnier.